# RSRC1
RSRC1 (англ. Arginine and serine rich coiled-coil 1) – білок, який кодується однойменним геном, розташованим у людей на 3-й хромосомі. Довжина поліпептидного ланцюга білка становить 334 амінокислот, а молекулярна маса — 38 677.
| 10         |  | 20         |  | 30         |  | 40         |  | 50         |
| ---------- |  | ---------- |  | ---------- |  | ---------- |  | ---------- |
| MGRRSSDTEE |  | ESRSKRKKKH |  | RRRSSSSSSS |  | DSRTYSRKKG |  | GRKSRSKSRS |
| WSRDLQPRSH |  | SYDRRRRHRS |  | SSSSSYGSRR |  | KRSRSRSRGR |  | GKSYRVQRSR |
| SKSRTRRSRS |  | RPRLRSHSRS |  | SERSSHRRTR |  | SRSRDRERRK |  | GRDKEKREKE |
| KDKGKDKELH |  | NIKRGESGNI |  | KAGLEHLPPA |  | EQAKARLQLV |  | LEAAAKADEA |
| LKAKERNEEE |  | AKRRKEEDQA |  | TLVEQVKRVK |  | EIEAIESDSF |  | VQQTFRSSKE |
| VKKSVEPSEV |  | KQATSTSGPA |  | SAVADPPSTE |  | KEIDPTSIPT |  | AIKYQDDNSL |
| AHPNLFIEKA |  | DAEEKWFKRL |  | IALRQERLMG |  | SPVA       |  |            |

A: Аланін

D: Аспарагінова кислота

E: Глутамінова кислота

F: Фенілаланін

G: Гліцин

H: Гістидин

I: Ізолейцин

K: Лізин

L: Лейцин

M: Метіонін

N: Аспарагін

P: Пролін

Q: Глутамін

R: Аргінін

S: Серин

T: Треонін

V: Валін

W: Триптофан

Кодований геном білок за функцією належить до фосфопротеїнів. 
Задіяний у таких біологічних процесах, як процесинг мРНК, сплайсинг мРНК, альтернативний сплайсинг. 
Локалізований у цитоплазмі, ядрі.